# Rhynchospora longibracteata
Rhynchospora longibracteata är en halvgräsart som beskrevs av Johann Otto Boeckeler. Rhynchospora longibracteata ingår i släktet småag, och familjen halvgräs. Inga underarter finns listade i Catalogue of Life.